# Maurizio Nichetti
Maurizio Nichetti (* 8. května 1948 Milán) je italský herec, scenárista a režisér.

## Život
Vystudoval architekturu na milánské polytechnice, při studiích hrál v divadle a psal scénáře animovaných filmů pro Bruna Bozzetta. V roce 1974 byl jedním ze zakladatelů skupiny komiků Quelli di Grock. Roku 1977 hrál hlavní roli v Bozzettově filmu Allegro Non Troppo a roku 1979 režíroval první vlastní snímek Ratataplan. Bývá srovnáván s Woody Allenem pro své autorské pojetí filmu: zpravidla zároveň tvoří scénář, režíruje, produkuje a je představitelem hlavní role. Pro jeho filmy je charakteristické spojení civilismu, satiry a lyriky, hlavní hrdina je nepraktický outsider, který se díky své bujné fantazii dostává do řady absurdně komických situací.
Byl členem poroty na festivalu v Cannes roku 1999, přednášel na Centro Sperimentale di Cinematografia a Katolické univerzitě Nejsvětějšího Srdce, od roku 2010 je docentem soukromé Univerzity IULM v Miláně.

## Ocenění
- Hlavní cena Svatý Jiří na MFF v Moskvě 1989 za Zloděje mýdla
- David di Donatello 1991 za nejlepší scénář k filmu Touha létat
- Nastro d'Argento 1980 za nejlepší debut (Ratataplan) a 1997 za nejlepší režii (Luna a ta druhá)
- Hlavní cena Zlatý havran na Mezinárodním festivalu fantastických filmů v Bruselu 1997 za film Luna a ta druhá
- Leggio d'oro 2013 pro nejlepšího dabéra roku

## Režijní filmografie
- 1979 Ratataplan
- 1980 Udělal jsem žbluňk
- 1983 Zítra se bude tančit!
- 1989 Zloději mýdla
- 1991 Touha létat
- 1993 Stefano na kvadrát
- 1995 Sněhová koule
- 1996 Luna a ta druhá
- 2001 Honolulu Baby